# 대한민국 변호사
《대한민국 변호사》는 2008년 7월 9일부터 2008년 9월 4일까지 방송된 MBC 수목 드라마이다.

## 줄거리
로펌에서 경리로 일하다 우여곡절끝에 변호사가 된 주인공 우이경은 수임한 사건이 없어 국선변호사를 하면서 살게 된다. 그의 동창이며 톱스타 이애리는 대기업의 수장인 한민국과 결혼한 지 6년 만에 연락도 없이 이혼을 한다. 6년 전에 이경을 버려두고 미국으로 떠났던 이혼 전문 변호사 변혁은 갑자기 돌아와 이애리의 변호를 맡고, 소송 규모가 1000억까지 커진다. 반면 변호사를 구할 수 없어 전전긍긍하던 한민국은 결국 이경에게 재판을 맡기기에 이르게 된다.

## 등장 인물

### 주요 인물
- 이성재 : 한민국 역
- 이수경 : 우이경 역
- 한다감 : 이애리 역
- 류수영 : 변혁 역

### 한민국의 주변 인물
- 성동일 : 오류동 역
- 박원숙 : 고경희 역
- 이형석 : 오국 역

### 우이경의 주변 인물
- 임예진 : 오옥희 역
- 이희도 : 우석호 역

### 이애리의 주변 인물
- 강성진 : 배수진 역
- 정은표 : 문대표 역

### 변혁의 주변 인물
- 이호재 : 최고수 역
- 정호근 : 오영탁 역
- 이세나 : 최고수 비서 역

### 그 외 인물
- 한민채 : 송지애 역
- 배그린
- 김두진
- 김병만 : 전이만 역
- 김성겸 : 풍신여상 교장선생 역
- 이정헌
- 한혜린 : 비서 역